# Neujahrsansprache
Unter der Neujahrsansprache versteht man die über Rundfunk oder Fernsehen ausgestrahlte Rede eines Staatsoberhaupts oder Regierungschefs zum Jahreswechsel. Die Ansprachen sind in der Regel nur wenige Minuten lang und enthalten einen staatstragenden Rückblick auf das vergangene und eine Vorschau auf das kommende Jahr. Funktionsträger von Kirchen (z. B. Bischöfe oder der Papst)
halten ebenfalls eine Neujahrsansprache (auch Neujahrspredigt genannt).

## Deutschland
Neujahrsansprachen gab es im Deutschen Reich, im Kaiserreich, in der Weimarer Republik und in der Zeit des Nationalsozialismus.

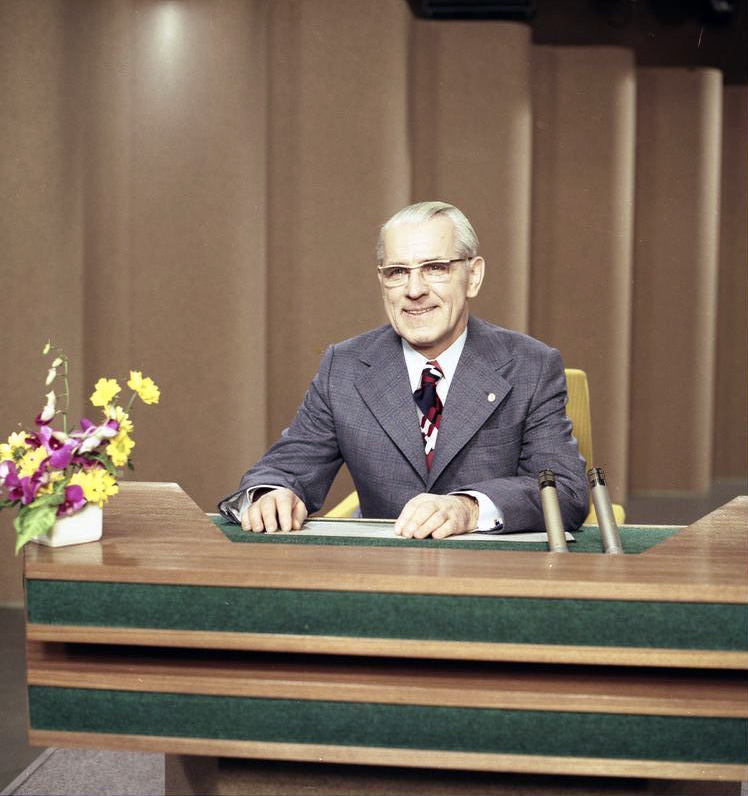
Willi Stoph, Neujahrsansprache 1974

Von 1949 bis 1969 hielt in der Bundesrepublik Deutschland der Bundespräsident die Neujahrsansprache, seit 1970 der Bundeskanzler. Umgekehrt hielt bis 1969 der Kanzler, seit 1970 der Präsident die Weihnachtsansprache. Die ersten Neujahrsansprachen wurden im Radio ausgestrahlt, ab 1952 erstmals im Fernsehen. In der DDR hielten die Staatsratsvorsitzenden die Neujahrsansprachen, 1962 zum Beispiel im DDR-Fernsehen Walter Ulbricht. Auch Willi Stoph hielt während seiner Amtszeit seine Neujahrsansprachen im Fernsehen, hingegen ließ Erich Honecker seine Neujahrsbotschaften im Fernsehen verlesen. Weitere Neujahrsansprachen werden von den Ministerpräsidenten der Länder gehalten, die im Fernsehen in den öffentlich-rechtlichen dritten Programmen ausgestrahlt werden.
Der erste Bundespräsident Theodor Heuss begann seine an Silvester 1950 gehaltene Neujahrsrede mit der Feststellung, er spreche mit einigem Zögern zu den Deutschen: „Der Mensch, in aller Welt ist es so, überschreitet die Jahresgrenze in einer Mischung von rückschauender Sentimentalität und verwegenem Optimismus – besitzen wir Unbefangenheit und Kraft, zu solcher Schwebelage der Gefühle etwas Eigenes zu sagen?“
Besondere Berühmtheit erlangte die TV-Neujahrsansprache von Bundeskanzler Helmut Kohl, die das Erste Deutsche Fernsehen am 31. Dezember 1986 ausstrahlte: Statt der aktuellen Aufzeichnung wurde die Rede vom Vorjahr 1985 gesendet – nach Angaben des für die ARD-Ausstrahlung zuständigen Norddeutschen Rundfunks aus Versehen. Das Erste holte die Ausstrahlung der korrekten Fassung vom 31. Dezember 1986 am 1. Januar 1987 nach. CSU-Generalsekretär Gerold Tandler vermutete, es habe sich um eine „bewusste Sabotage“ gehandelt, „die ganz systematisch vorbereitet wurde“. CDU-Generalsekretär Heiner Geißler konnte sich nicht vorstellen, dass daran ein „Redakteur namens Zufall oder ein Techniker namens Versehen“ schuld sei.
Das Gleiche widerfuhr dem rheinland-pfälzischen Ministerpräsidenten Kurt Beck mit seiner Radio-Neujahrsansprache 2009/2010: Auf SWR1 war die Rede vom Vorjahr zu hören; auch diese Verwechslung wurde vom verantwortlichen Sender mit menschlichem Versagen erklärt.
Eine besondere Neujahrsansprache hielt Angela Merkel an Silvester 2017, während der lang andauernden Regierungsbildung nach der Bundestagswahl 2017, da im Wahljahr noch keine neue Regierung gebildet worden war und die Bundeskanzlerin bei der Neujahrsansprache das Amt nur geschäftsführend innehatte.
Die Neujahrsansprache wird im Fernsehen traditionell am Silvesterabend ausgestrahlt.

## Österreich
In Österreich hält der Bundespräsident die Neujahrsansprache. Der Bundeskanzler spricht am 26. Oktober, dem österreichischen Nationalfeiertag, zum Volk. Die Neujahrsansprache wird am 1. Jänner jedes Jahres nach der ZIB 1 bzw. vor der ZIB 20 in beiden ORF-Programmen ORF 1 und ORF 2 ausgestrahlt.
Im Jahr 2017 ist die Ansprache entfallen, da kein Bundespräsident am 1. Jänner im Amt war. Die Nationalratspräsidentin verzichtete auf die Ansprache.

## Schweiz
Die Neujahrsansprache des jährlich neu gewählten Schweizer Bundespräsidenten markiert den Beginn seiner Amtszeit. Die erste Neujahrsansprache wurde am 1. Januar 1935 von Rudolf Minger gehalten, der zehn Minuten nach Mitternacht das Schweizervolk grüsste. Erst 1941 wurde erneut eine Neujahrsansprache vom Schweizer Rundfunk übertragen; seitdem wurde die Ansprache jährlich gehalten.
Als bekannteste Neujahrsansprache gilt die unfreiwillig komische Erklärung von Bundespräsident Adolf Ogi zum 1. Januar 2000, die er neben einem Tannenbäumchen stehend vor dem Lötschbergtunnel in Kandersteg hielt.

## Vereinigtes Königreich
Im Vereinigten Königreichs hält der Premierminister die sogenannte "Prime Minister´s New Year Message", in welcher das vergangene Jahr reflektiert wird. Darauf folgt die von der Regierung gestützte Vorschau für das kommende Jahr.

## Dänemark
In Dänemark wird um 18.00 Uhr mit der Neujahrsansprache von Margrethe II. der Silvesterabend eingeläutet. Die Tradition einer Ansprache des dänischen Monarchen zum Jahreswechsel reicht zurück bis in die 1880er Jahre; seit 1941 läuft die Rede im Radio, seit 1959 live im dänischen Fernsehen. Einen Tag später hält auch der dänische Regierungschef eine Neujahrsansprache, die indessen eher politisch ausfällt. Thorvald Stauning war 1940 der erste Staatsminister, der diese Aufgabe zum ersten Mal übernahm; ab 1946 wurde es mit mehreren Unterbrechungen zur festen Tradition.

## Frankreich
Die fünf- bis zehnminütige TV-Neujahrsansprache des französischen Staatspräsidenten („vœux présidentiels“) wird gegen Nachmittag des 31. Dezembers im Élysée-Palast aufgezeichnet und abends vor den Fernsehnachrichten um genau 20 Uhr ausgestrahlt. Dies ist nicht immer der Fall, so sprach Nicolas Sarkozy beispielsweise 2007 live zur französischen Bevölkerung. Wie die Ansprache am französischen Nationalfeiertag, dem 14. Juli, ist auch diese Rede eine Bestandsaufnahme der politischen, wirtschaftlichen und sozialen Lage der Nation. Angeregt wurde die Neujahrsansprache in der Fünften Französischen Republik durch den ersten Staatspräsidenten, Charles de Gaulle, der der französischen Bevölkerung anbot, Bilanz aus dem vorhergegangenen Jahr zu ziehen und verband dies mit seinen Wünschen für das neue Jahr.
Zu den formalen Besonderheiten gehört, dass den „vœux présidentiels“ seit 1995 die Marseillaise vorausgeht. Diese wurde von Jacques Chirac wiedereingeführt und auch weiterhin von Nicolas Sarkozy und François Hollande verwendet. Des Weiteren wird die Neujahrsansprache in Frankreich in kompletter Länge mit Untertiteln versehen (außer 2008 und 2009, als diese durch Gebärdensprache ersetzt wurden). 2010 wurden jedoch wieder Untertitel verwendet. 2013 wurde auf beide Methoden verzichtet. Manchmal wird statt der Rede auch ein Gespräch mit Journalisten gewählt – eine Möglichkeit, von der Nicolas Sarkozy seit 2009 keinen Gebrauch gemacht hat. Eine weitere Eigentümlichkeit der an die gesamte Bevölkerung gerichteten Neujahrsgrußadresse des französischen Staatspräsidenten besteht darin, dass ihr während der ersten Januarhälfte weitere folgen, die an ausgewählte politische und gesellschaftliche Gruppen gerichtet sind (Parlamentarier, Streitkräfte, Sozialpartner, Vertreter des Bildungswesens, Journalisten, Ärzteschaft, Kulturschaffende, Landwirte und – erstmals zum Neujahr 2010 – die Bevölkerung der französischen Überseegebiete). Im Abspann werden die Namen der weiteren Verantwortlichen, darunter der Regisseur, genannt.

## Russland
In Russland hält der Präsident die Neujahrsansprache. Diese wird am 31. Dezember ausgestrahlt. Durch die geographische Ausdehnung des Landes wird die Ansprache in jeder Zeitzone separat wiederholt. Nach der Ansprache folgt die Ausstrahlung des Bildes der Turmuhr des Moskauer Kremls und des Lauten der Uhr.
Am 31. Dezember 1999 kündigte Boris Nikolajewitsch Jelzin in der Neujahrsansprache seinen Rücktritt als Präsident an.

## Andere Länder
- Generalgouverneure von Kanada und Neuseeland
- König von Norwegen
- König von Thailand
- Präsident der Republik Finnland
- Präsident der Republik Ungarn
- Staatspräsident der Volksrepublik China
- Präsident der Italienischen Republik
- Premierminister Malaysias
- Premierminister von Singapur
- Chief Executive von Hongkong (seit 1997, zuvor Gouverneur von Hongkong)